# Дуарте, Алексис
Але́ксис Дави́д Дуа́рте Пере́йра (исп. Alexis David Duarte Pereira; род. 12 марта 2000, Асунсьон) — парагвайский футболист, защитник московского «Спартака».

## Клубная карьера
Дуарте — воспитанник клуба «Серро Портеньо», куда он попал в 14 лет. Отец каждый день возил его на тренировки из родного города. 29 апреля 2019 года в матче против столичного «Насьоналя» (3:0) он дебютировал в парагвайской Примере, выйдя в стартовом составе. С 2020 года стал основным игроком своего клуба, после того как истекли контракты у ряда легионеров, некоторые лидеры травмировались, и тренировавший «Серро» Франсиско Арсе дал молодому игроку шанс. 27 сентября 2020 года в поединке против столичного «Ривер Плейта» (3:1) Алексис забил свой первый мяч за «Серро Портеньо». В сезоне 2020 он провёл за клуб 25 матчей и забил один мяч. В 2020 году был признан Федерацией футбола Парагвая открытием года. С сезона 2021 стал капитаном команды. 22 апреля 2021 года дебютировал в континентальном турнире Кубке Либертадорес в матче 1-го тура группового этапа против колумбийской «Америки Кали» (2:0). В октябре 2021 года согласился перейти в клуб чемпионата Мексики «Некакса», но переход не состоялся, так как Дуарте получил травму колена. В составе клуба он дважды выиграл чемпионат Парагвая, всего за клуб во всех турнирах провёл 108 матчей и забил один мяч.
24 января 2023 года перешёл в московский «Спартак», заключив контракт до 30 июня 2027 года. Дебютировал за клуб 4 марта 2023 года в матче 18-го тура чемпионата России против «Урала» (2:2), выйдя в стартовом составе. В сезоне 2022/23 провёл за клуб восемь матчей во всех турнирах и стал бронзовым призёром чемпионата России. В сезоне 2023/24 провёл во всех турнирах за «Спартак» 33 матча.

## Карьера в сборной
В 2017 году в составе юношеской сборной Парагвая Дуарте принял участие в юношеском чемпионате Южной Америке в Чили. На турнире он сыграл в матчах против команд Аргентины и Венесуэлы. В том же году Дуарте принял участие в юношеском чемпионате мира в Индии. На турнире он сыграл в матчах против команд Мали, Турции, США и Новой Зеландии.
В 2019 году в составе молодёжной сборной Парагвая Дуарте принял участие в молодёжном чемпионате Южной Америки в Чили. На турнире он сыграл в матчах против команд Аргентины, Эквадора, Перу и Уругвая.
В сентябре 2021 года впервые получил вызов в сборную Парагвая на отборочный матч чемпионата мира 2022 против сборной Эквадора, но на поле не вышел.

## Личная жизнь
Отец — Андрес (род. 1972), также футболист, крайний защитник, как и Алексис он выступал за «Серро Портеньо», был чемпионом страны и представлял Парагвай на Олимпиаде 1992 года.
Жена — Жасмин Алькарас, с которой он поженился в декабре 2022 года после семи лет отношений. 13 июня 2024 года у пары родился сын.

## Достижения

### Командные
«Серро Портеньо»
- Победитель парагвайской Примеры (2) — Апертура 2020, Апертура 2021

«Спартак» (Москва)
- Бронзовый призёр чемпионата России: 2022/23

### Личные
- Открытие года в Парагвае — 2020[6]

## Статистика выступлений
| Выступление      | Выступление      | Выступление      | Лига | Лига | Кубок | Кубок | Международные | Международные | Прочие | Прочие | Итого | Итого |
| Клуб             | Лига             | Сезон            | Игры | Голы | Игры  | Голы  | Игры          | Голы          | Игры   | Голы   | Игры  | Голы  |
| ---------------- | ---------------- | ---------------- | ---- | ---- | ----- | ----- | ------------- | ------------- | ------ | ------ | ----- | ----- |
| Серро Портеньо   | Примера          | Апертура 2019    | 1    | 0    | —     | —     | 0             | 0             | —      | —      | 1     | 0     |
| Серро Портеньо   | Примера          | Апертура 2020    | 14   | 1    | —     | —     | —             | —             | —      | —      | 14    | 1     |
| Серро Портеньо   | Примера          | Клаусура 2020    | 10   | 1    | —     | —     | —             | —             | 1      | 0      | 11    | 1     |
| Серро Портеньо   | Примера          | Апертура 2021    | 14   | 0    | —     | —     | 8             | 0             | —      | —      | 22    | 0     |
| Серро Портеньо   | Примера          | Клаусура 2021    | 14   | 0    | 1     | 0     | —             | —             | —      | —      | 15    | 0     |
| Серро Портеньо   | Примера          | Апертура 2022    | 16   | 0    | —     | —     | 7             | 0             | —      | —      | 23    | 0     |
| Серро Портеньо   | Примера          | Клаусура 2022    | 22   | 0    | —     | —     | —             | —             | —      | —      | 22    | 0     |
| Серро Портеньо   | Итого            | Итого            | 91   | 1    | 1     | 0     | 15            | 0             | 1      | 0      | 108   | 1     |
| Спартак (Москва) | Премьер-лига     | 2022/23          | 7    | 0    | 1     | 0     | —             | —             | —      | —      | 8     | 0     |
| Спартак (Москва) | Премьер-лига     | 2023/24          | 27   | 0    | 6     | 0     | —             | —             | —      | —      | 33    | 0     |
| Спартак (Москва) | Премьер-лига     | 2024/25          | 15   | 0    | 4     | 0     | —             | —             | —      | —      | 19    | 0     |
| Спартак (Москва) | Премьер-лига     | 2025/26          | 4    | 0    | 1     | 0     | —             | —             | —      | —      | 5     | 0     |
| Спартак (Москва) | Итого            | Итого            | 53   | 0    | 12    | 0     | —             | —             | —      | —      | 65    | 0     |
| Всего за карьеру | Всего за карьеру | Всего за карьеру | 144  | 1    | 13    | 0     | 15            | 0             | 1      | 0      | 173   | 1     |

1. ↑  Матчи плей-офф чемпионата Парагвая.